# Callopistria complicata
Callopistria complicata là một loài bướm đêm trong họ Noctuidae.